# Судьба повелителя
«Судьба повелителя» (азерб. Hökmdarın taleyi) — историческая драма, первый цифровой фильм в Азербайджане, повествующий о судьбе Карабахского ханства, рассказывающий о событиях, которые происходили на территории современного Азербайджана и в Закавказье в начале XIX века и об Ибрагим Халил-хане, правителе Карабахского ханства.
Генеральный продюсер фильма — Вагиф Асадуллаев. Съёмки начались в 2005 году по распоряжению Гейдара Алиева (2000 год). Фильм снят по заказу министерства культуры и туризма Азербайджана, при государственной поддержке, продюсерским центром A.S.V.A «Profi Studio XXI» по мотивам произведения Ильяса Эфендиева «Повелитель и его дочь» и затрагивает тему присоединения Россией азербайджанских ханств и зарождения армяно-азербайджанского конфликта. Фильм был представлен в Москве и Санкт-Петербурге.

## Сюжет
Карабахский правитель конца XVIII—начала XIX века Ибрагим Халил-хан, чтобы объединить своё ослабленное экономически от войн и страдающее от феодальной разобщённости владение и защитить его от экспансии со стороны Каджарского Ирана, принимает самоотверженное и трагическое решение.
Ибрагим-хан в целях сохранения независимости Карабаха для будущих поколений соглашается на предложение правителя Каджарского Ирана Фатали-шаха урегулировать вопрос династическим браком и выдаёт за него замуж свою дочь, Агабеим-ага. Та, будучи влюблённой в Садай-бека, карабахского визиря, тем не менее понимает, что она не вольна в своём выборе и должна принести своё счастье в жертву Отчизне, её будущему. Она подчиняется воле отца и голосу патриотизма.

### В ролях
В фильме было снято до 200 человек, а вместе с занятыми в массовках военнослужащими Минобороны — около 1000 человек.
- Фахраддин Манафов — Ибрагим Халил-хан Карабахский
- Гюнеш Алиева — Агабеим-ага
- Александр Галибин — князь Цицианов
- Даниил Спиваковский — майор Лисаневич
- Юрий Балиев — Портнягин
- Илья Шакунов — император Александр I
- Эвклид Кюрдзидис — Наполеон I
- Александр Шаровский — генерал Кнорринг
- Санубар Искандерли — Туба-ханум
- Видади Гасанов — Джавад-хан
- Рамиль Зейналов — сын Джавад-хана
- Мехрибан Заки — жена Джавад-хана
- Айсу Эфендиева — дочь Джавад-хана
- Парвиз Мамедрзаев — Фетх Али-шах
- Кязим Абдуллаев — Пиркули-хан
- Рафик Алиев — Ваня-юзбаши
- Али Джафаров — Садай-бек
- Лейли Гусейнли — Говхар-ага
- Мухтар Ибадов — Бакинский хан Хусейн Кули-хан
- Мамед Сафа — Амираслан
- Кямран Юнис — Абульфаз-хан
- Манаф Дадашев — Гусейнкули-хан
- Сайдо Курбанов — Мирмовсум-ага
- Шахмар Гарибли — Мехти Кули-хан Эриванский
- Видади Алиев
- Фуад Османов

### Съёмочная группа
- Режиссёр — Рамиз Фаталиев и Дильшад Фатхулин
- Оператор — Дильшад Фатхулин
- Художник постановщик — Азиз Мамедов
- Художник по костюмам — Шахин Гасанли
- Композитор — Полад Бюль-Бюль Оглы
- Сценарист — Эльчин
- Монтаж — Эльшад Рагимов